# کائورو کوبایاشی
کائورو کوبایاشی (انگلیسی: Kaoru Kobayashi؛ زادهٔ ۴ سپتامبر ۱۹۵۱) هنرپیشهٔ اهل ژاپن است که از سال ۱۹۷۱ میلادی تاکنون مشغول فعالیت بوده‌است. از فیلم‌ها یا برنامه‌های تلویزیونی که وی در آن نقش داشته است می‌توان به شاهزاده مونونوکه و و آنگاه اشاره کرد.
کوبایاشی در ۳۰مین جشنواره فیلم یوکوهاما جایزهٔ بهترین بازیگر مرد را از آن خود کرد و در ۸مین جشنواره فیلم یوکوهاما نیز برندهٔ جایزهٔ بهترین بازیگر مکمل مرد شد.